# Sahtryine
Sahtryine  (in arabo السحتريين‎?) è un centro abitato e comune rurale del Marocco situato nella provincia di Tétouan, regione di Tangeri-Tetouan-Al Hoceima. Conta una popolazione di 8 036 abitanti (censimento 2014).